# Kruisdaktoren

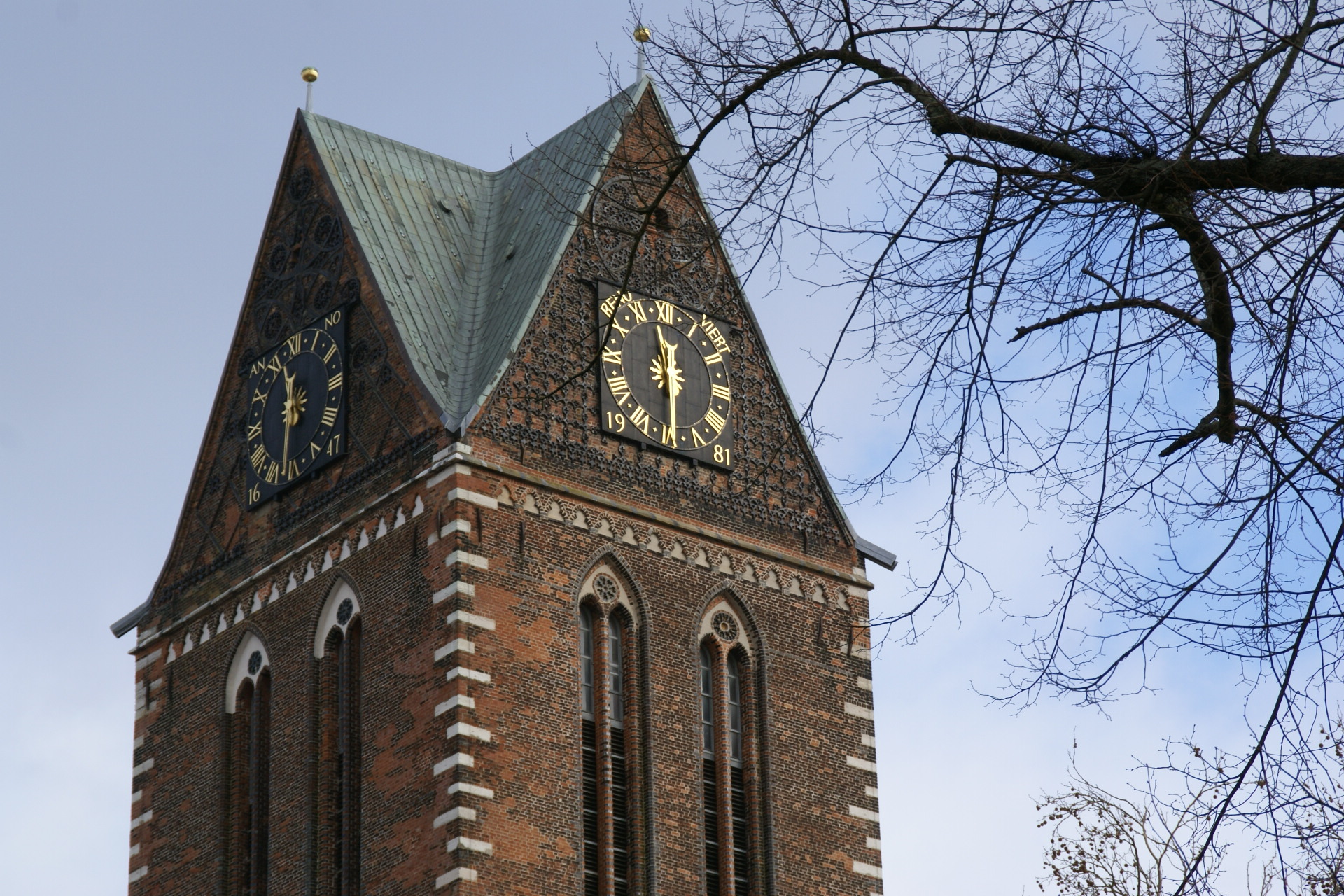
Kerktoren van Wismar

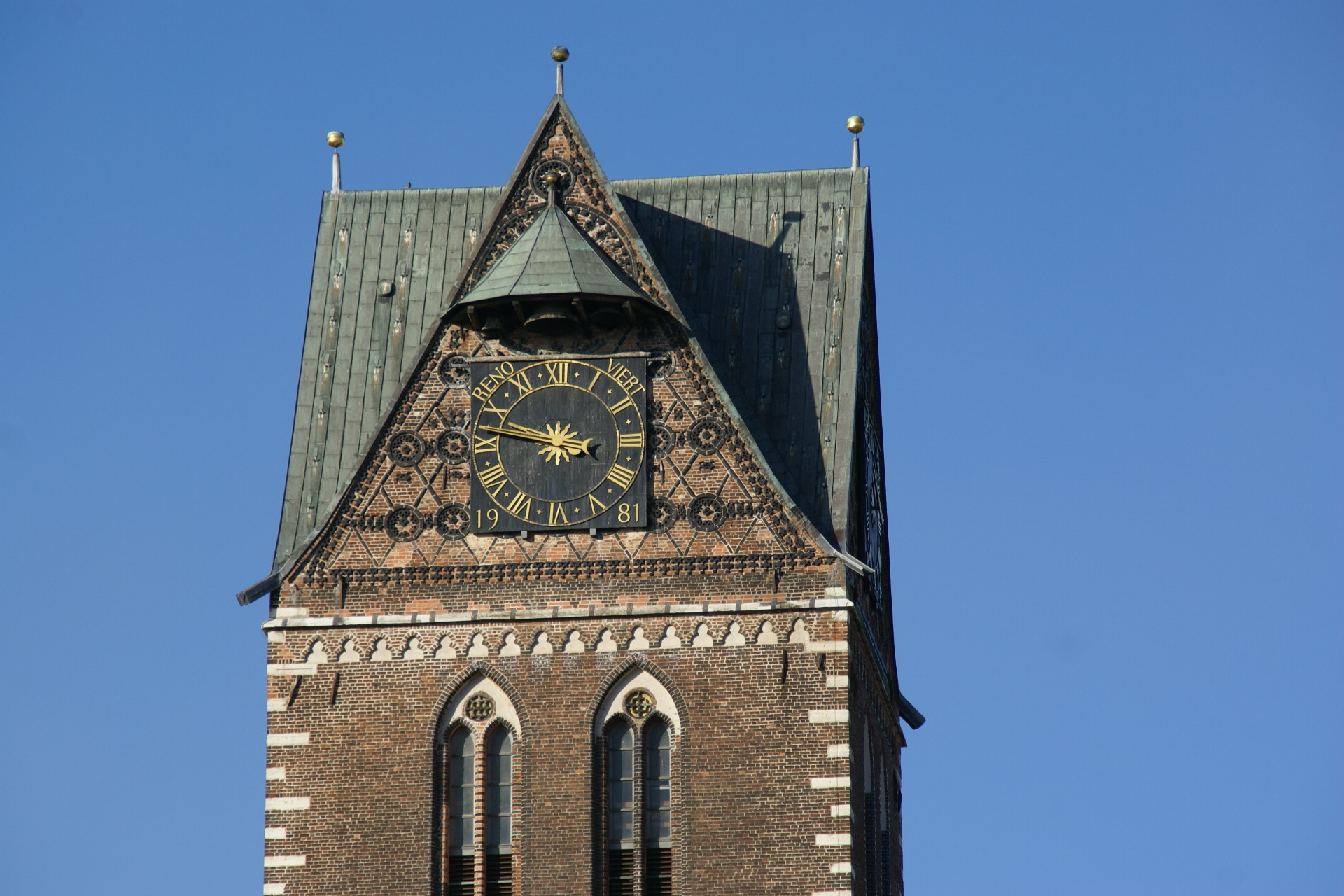
Kerktoren van Wismar in vooraanzicht

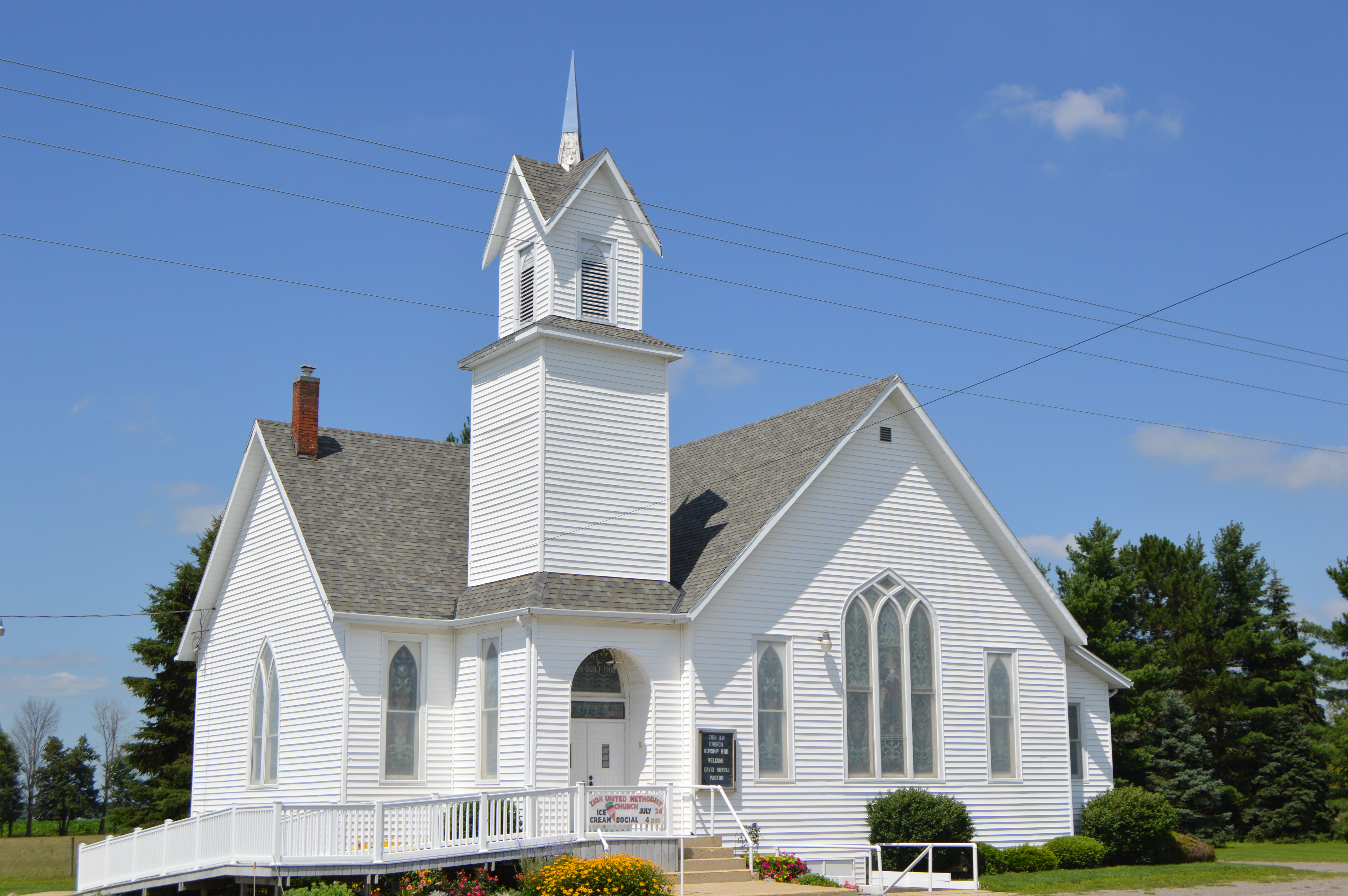
Zionskerk in Amanda Township, Allen County (Ohio)

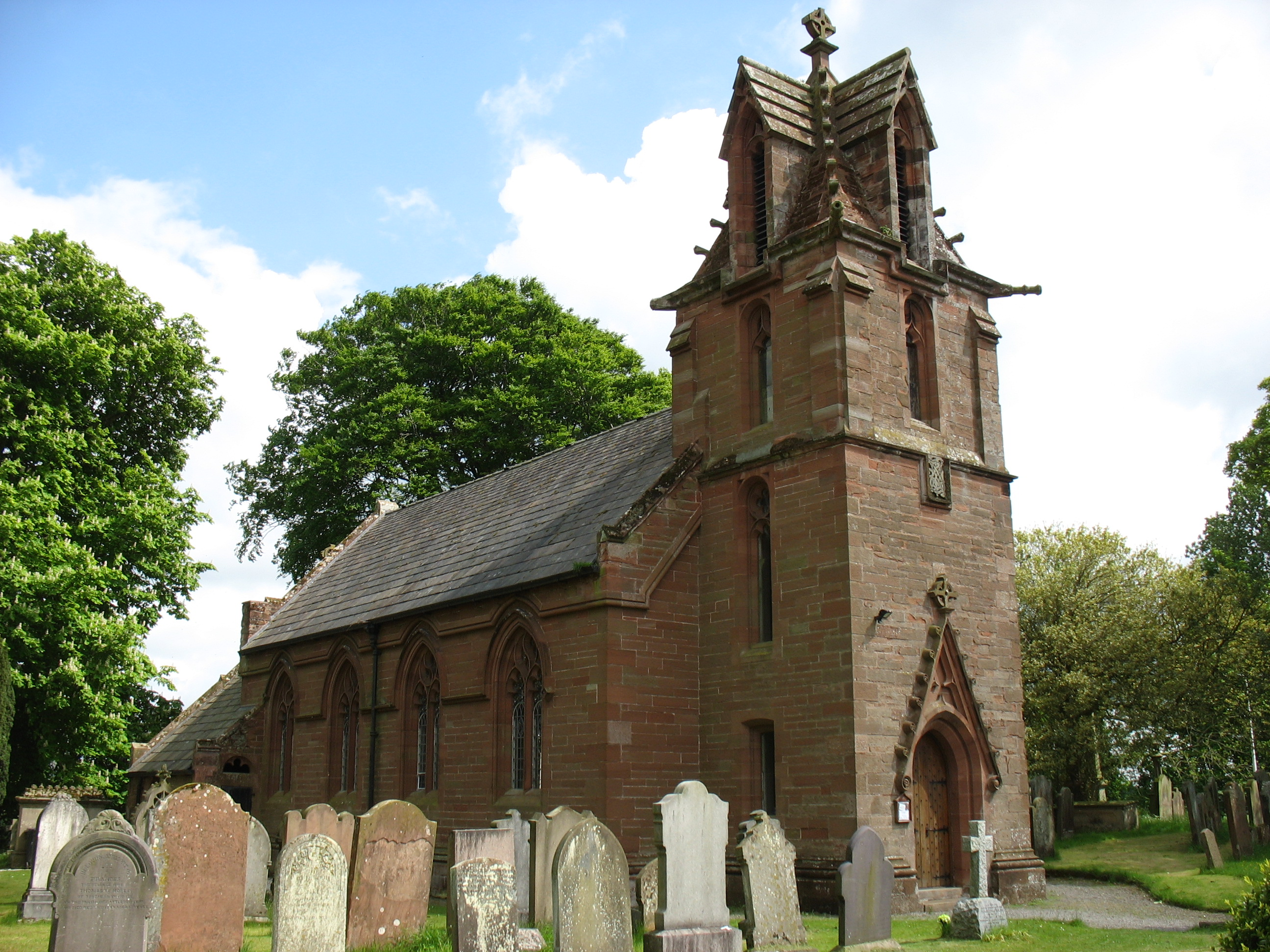
Sint Janskerk, Crosby-on-Eden

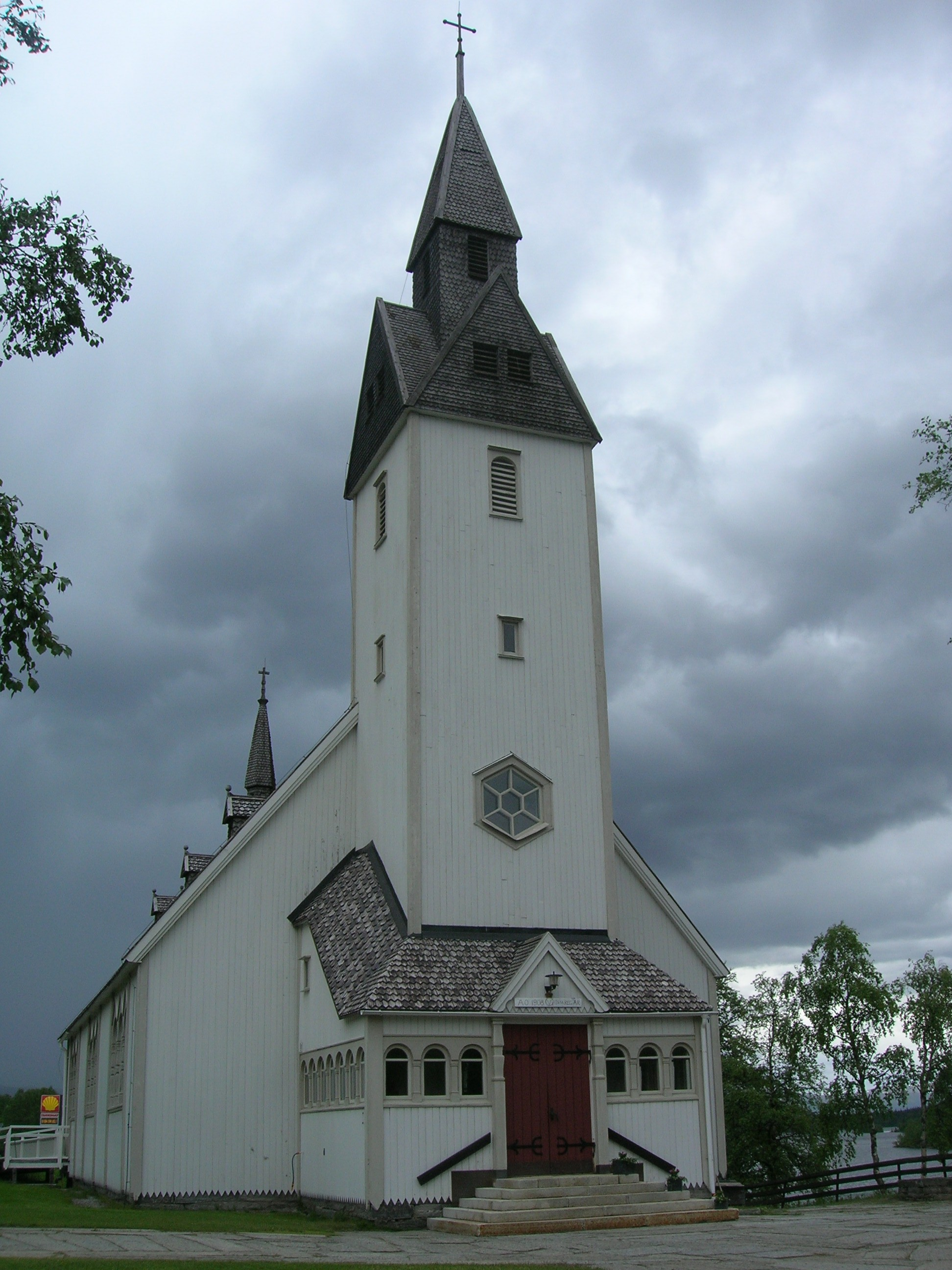
Kerk van Tärnaby in Zweeds Lapland

Een kruisdaktoren is een dakconstructie van een torenspits, waarbij de toren eindigt in vier topgevels en twee kruisende kappen. De twee nokken vormen eigenlijk twee zadeldaken door elkaar heen: een kruisdak. In sommige gevallen staat op het midden nog een kleine kroontoren of zelfs een vrij forse bovenbouw. Dat is bij vrij veel Zweedse kruisdaktorens het geval, zie bijvoorbeeld de kerk van Tärnaby in de fotogalerij.

## Verwante vormen
- Zadeldaktoren:

De kruisdaktoren is te zien als een toren waarbij twee zadeldaken elkaar snijden.
- Achtkantige spits tussen vier topgevels en rombische torenspits:

Wanneer men als het ware het midden van een kruisdak omhoog trekt, zodat de nokken niet meer horizontaal, maar schuin omhoog lopen, dan ontstaat een achtkantige spits tussen vier topgevels, waarbij de dakvlakken naar binnen zijn geknikt. Wordt de spits verder omhoog getrokken, dan verdwijnt de inwaartse knik en ontstaat een rombisch dak. Als dan de dakpunt nog verder omhoog getrokken wordt, dan ontstaat een achtkantige spits met naar buiten geknikte dakvlakken.

## Voorbeelden van kruisdaktorens
- Mariakerk in Wismar (Duitsland)
- Kerk van Darien in de Amerikaanse staat Connecticut, gebouwd als de First Presbyterian Church, nu in gebruik als kapel van de Noroton Presbyterian Church
- Sint-Theresiakerk in Mulhouse, Frankrijk
- Tientallen Zweedse klokkenstoelen zijn kruisdaktorens, zie foto's voor een voorbeeld

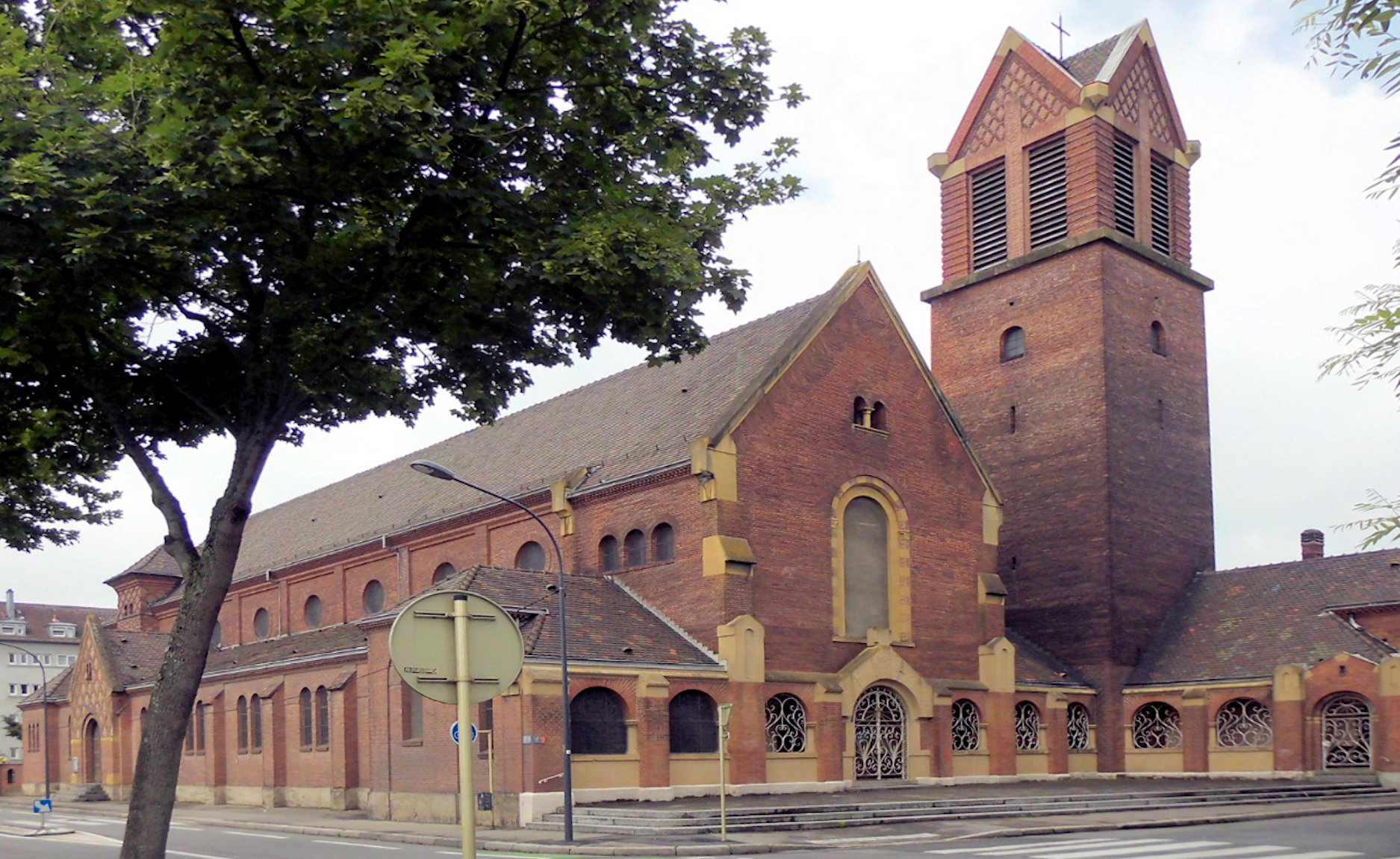
Sint-Theresiakerk in Mulhouse

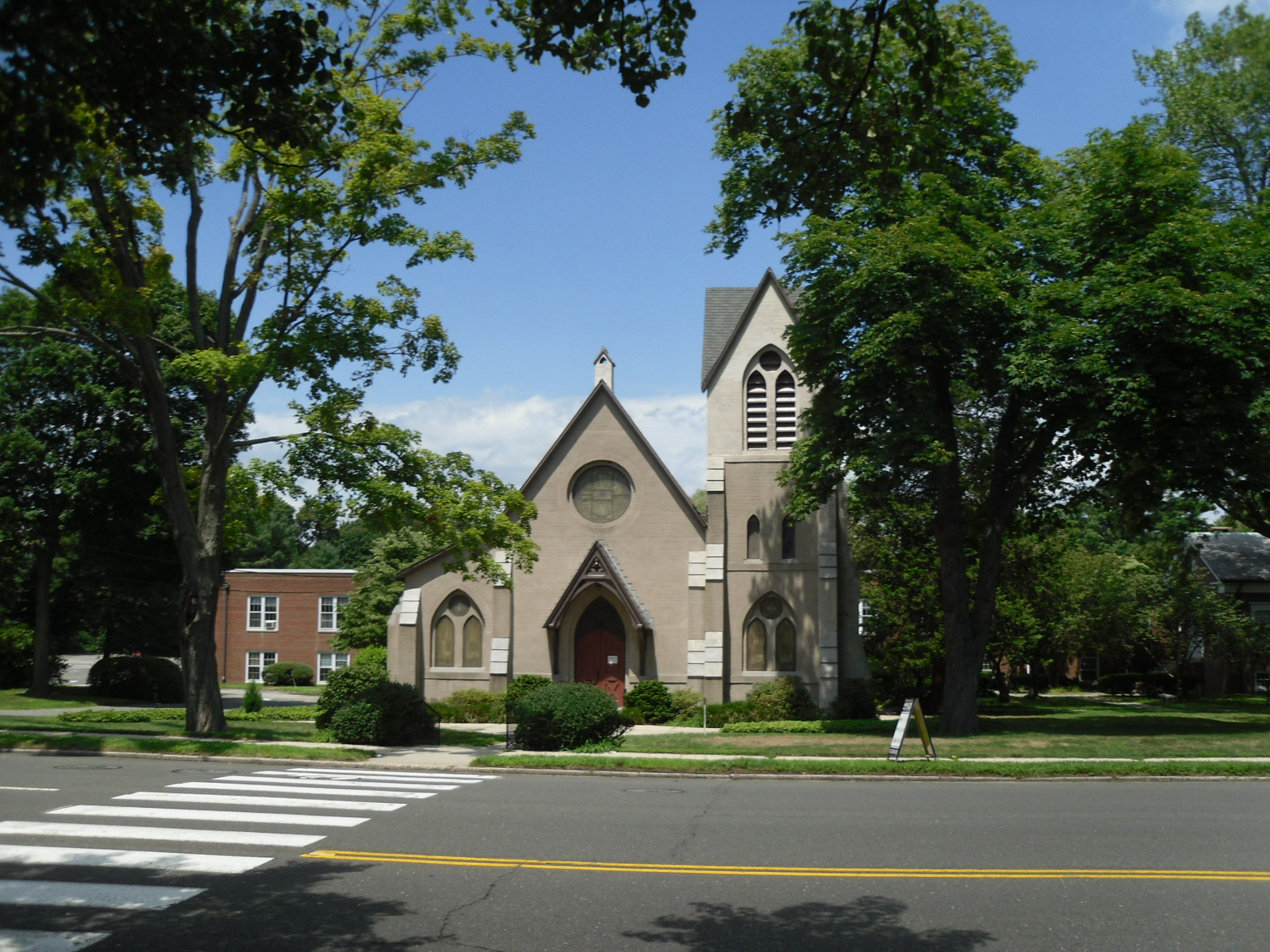
Kerk van Darien in de Amerikaanse staat Connecticut

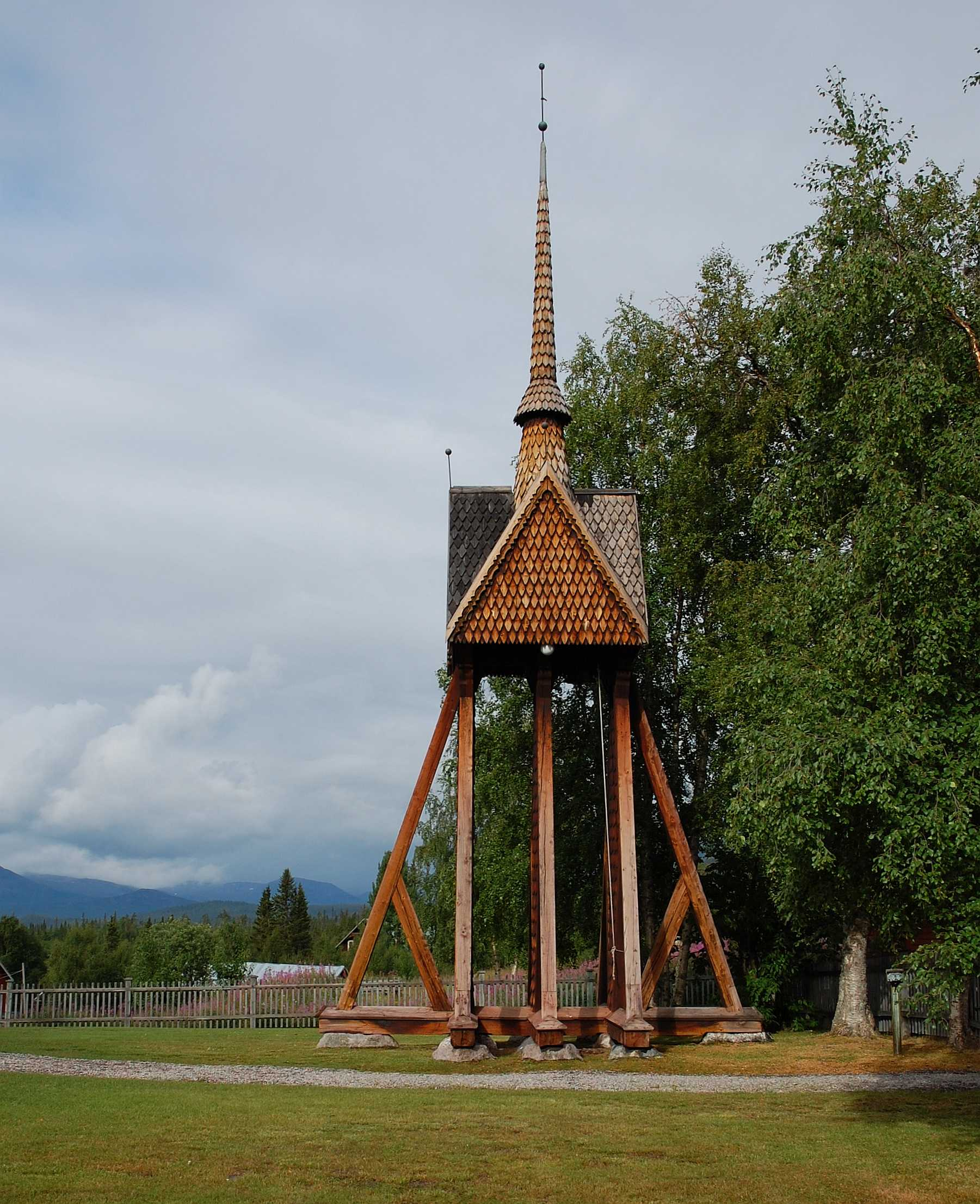
De klokkenstoel van Kvikkjokk in Norrbottens län, Zweden

achtkantige tussen vier topgevels · afgeknot · erker/arkeltorentjes · flankerende torentjes · gedraaid · gemetseld · ingesnoerd · klokvormig · kruisdak · naald · parabool · rombisch/ruit · ui